# Staphylea pinnata
Staphylea pinnata là một loài thực vật có hoa trong họ Staphyleaceae. Loài này được L. miêu tả khoa học đầu tiên năm 1753.